# Giacomo Di Segni
Giacomo Di Segni, meglio conosciuto come Gianni Di Segni (Roma, 30 novembre 1919 – Roma, 7 marzo 1986), è stato un pugile e attore italiano, che ha combattuto nelle categorie dei mediomassimi e massimi a livello dilettantistico. Ha partecipato alle Olimpiadi di Helsinki 1952 e vinto due campionati europei dilettanti (1949 e 1951).

## Biografia

### Carriera pugilistica
Di origine ebraica, nacque a Roma nel ghetto a Sant'Angelo in Pescheria.
Si avvicina al pugilato frequentando la palestra Audace. Il suo idolo era Leone Efrati, poi deportato ad Auschwitz e ucciso nel Campo di concentramento di Ebensee.
È stato quattro volte Campione d'Italia dilettanti nei pesi mediomassimi (Lucca 1946, Viareggio 1947, Milano 1948 e Firenze 1949) e una volta nei pesi massimi (Bologna 1951).
Ha partecipato alle Olimpiadi di Londra del 1948, nella categoria dei mediomassimi e a quelle di Helsinki del 1952, nella categoria dei massimi, fermandosi entrambe le volte ai quarti di finale. A Helsinki dovette cedere al più alto statunitense Ed Sanders che poi vinse la medaglia d'oro.
È stato campione europeo dilettanti a Oslo nel 1949, nei mediomassimi e 
a Milano nel 1951, nei massimi.
Ha conquistato nel 1951 la medaglia d'oro nei pesi massimi ai Giochi del Mediterraneo di Alessandria d'Egitto, prima edizione della competizione.
Di Segni non passò al professionismo. Rimase comunque nell'ambiente e il 2 maggio 1954, allo Stadio Flaminio, era all'angolo di Tiberio Mitri nel combattimento con Randy Turpin per il titolo europeo dei pesi medi.

## Carriera cinematografica
Dopo il ritiro dal pugilato Di Segni ha interpretato piccoli ruoli sia al cinema che in televisione, venendo però accreditato di rado, come ad esempio nell'episodio "Ladri" della serie televisiva Sogni e bisogni, con Giulietta Masina. Ha anche lavorato come assistente alla produzione nel film L'oro di Roma (1961).

## Filmografia parziale
- Sogni e bisogni, serie tv (1985)
- E la nave va, regia di Federico Fellini (1983)
- La città delle donne, regia di Federico Fellini (1980)
- Profondo rosso, regia di Dario Argento (1975)
- Anche gli angeli mangiano fagioli, regia di Enzo Barboni (1973)
- Amarcord, regia di Federico Fellini (1973)
- Roma, regia di Federico Fellini (1972)
- Che cosa è successo tra mio padre e tua madre?, regia di Billy Wilder (1972)
- Un uomo dalla pelle dura, regia di Franco Prosperi (1972)
- Il grande duello, regia di Giancarlo Santi (1972)
- Poppea... una prostituta al servizio dell'impero, regia di Alfonso Brescia (1972)
- I due assi del guantone, regia di Mariano Laurenti (1971)
- Sigpress contro Scotland Yard, regia di Guido Zurli (1968)
- Il grande silenzio, regia di Sergio Corbucci (1968)
- Cjamango, regia di Edoardo Mulargia (1967)
- I giorni dell'ira, regia di Tonino Valerii (1967)
- Uno straniero a Sacramento, regia di Sergio Bergonzelli (1965)
- Maciste, l'eroe più grande del mondo, regia di Michele Lupo (1963)
- Gli onorevoli, regia di Sergio Corbucci (1963)
- L'oro di Roma, regia di Carlo Lizzani (1961)
- Il re di Poggioreale, regia di Duilio Coletti (1961)
- Ben-Hur, regia di William Wyler (1959)
- La cambiale, regia di Camillo Mastrocinque (1959)
- I soliti ignoti, regia di Mario Monicelli (1958)
- Il bidone, regia di Federico Fellini (1955)
- Totò al giro d'Italia, regia di Mario Mattoli (1948)